# Кирпичников, Тимофей Иванович
Тимофе́й Ива́нович Кирпи́чников (1892 — конец 1917 или начало 1918) — активный участник Февральской революции 1917 года в России, инициатор выступления Петроградского гарнизона. Прапорщик (1917).

## Биография
Родился в старообрядческой крестьянской семье в деревне Дмитровке Саранского уезда Пензенской губернии в 1892 году. Учился в народной школе.
Достигнув призывного возраста ещё до начала Первой мировой войны, оказался в действующей армии. Воевал на австрийском фронте, был ранен в руку, после госпиталя оказался в запасных частях в Петрограде.

### Февраль 1917 года
Служил старшим унтер-офицером в учебной команде запасного батальона лейб-гвардии Волынского полка. Как фронтовик пользовался популярностью среди солдат, хотя отличался строгостью, за что получил прозвище «Мордобой». Начальником учебной команды был раненный на фронте штабс-капитан Иван Степанович Лашкевич.
С началом февральских волнений полк был привлечён к наведению порядка в городе. 24 февраля Лашкевич, по приказу командующего Петроградским военным округом генерал-лейтенанта Хабалова, впервые вывел команду для участия в подавлении волнений. Учебная команда была поставлена на Знаменской площади, где в эти дни постоянно шли митинги. 24—25 февраля команда не получала приказаний применять оружие, но 26 февраля такой приказ был дан. В этот день Лашкевич приказал Кирпичникову исполнять обязанности оказавшегося больным фельдфебеля 1-й роты. Как позднее в своих воспоминаниях утверждал сам Кирпичников, солдаты по его указанию стреляли поверх голов демонстрантов.
После возвращения в казармы, уже за полночь, Лашкевич приказал Кирпичникову поднять команду в 6 часов утра, заявив, что снова выведет её на Знаменскую площадь. Однако ночью Кирпичников, по его словам, сговорился с командирами взводов отказаться выходить на подавление волнений. Было решено построить команду в 5 часов утра, то есть за час до обычного подъёма, распропагандировать солдат и организовать выступление команды против Лашкевича. Командиры пообещали не исполнять ничьих команд, кроме команд Кирпичникова. Наутро Кирпичников построил команду и обратился к ней с речью, в которой призвал не стрелять в рабочих и в знак протеста не отвечать на приветствие командира. Солдаты легко согласились. Когда Лашкевич зашёл в помещение и произнёс обычное приветствие: «Здорово, братцы!», команда вместо уставного «Здравия желаем, ваше благородие!» ответила просто «Ура!» Лашкевич с угрозой спросил: «Что это значит?», на что ему ответили: «„Ура“ — это сигнал к неподчинению вашим приказаниям!» Солдаты подняли шум и стали кричать Лашкевичу: «Уходи, пока цел!» Лашкевич выскочил из казармы и был застрелен, причём по одной из версий Лашкевича застрелил сам Кирпичников.
Восставшая учебная команда с оружием в руках двинулась к резервному батальону своего полка и увлекла его за собой. Потом Тимофей Кирпичников повёл солдат дальше — поднимать соседние полки. К ним присоединились другие подразделения Волынского полка, запасный батальон лейб-гвардии Преображенского полка, запасный батальон лейб-гвардии Сапёрного полка, 6-й запасный сапёрный батальон. Восстание нарастало лавинообразно, в течение нескольких часов большая часть Петроградского гарнизона оказалась на стороне восставших.
Временное правительство чествовало Кирпичникова как «первого солдата, поднявшего оружие против царского строя». Он был произведён Временным правительством в подпрапорщики, а 3 апреля 1917 года — в прапорщики армейской пехоты «за особые отличия». Кроме того, был избран в состав Петроградского совета от Волынского полка. Монархист Николай Жевахов, видевший Кирпичникова в момент его наивысшей славы, вспоминал, что его поразил «его безмерно наглый вид и развязность».
Приказом по Петроградскому военному округу № 120 от 1 апреля 1917 г. командующий округом генерал Корнилов наградил старшего унтер-офицера Тимофея Кирпичникова Георгиевским крестом 4-й степени «за то, что 27 февраля, став во главе учебной команды батальона, первым начал борьбу за свободу народа и создание Нового Строя, и несмотря на ружейный и пулемётный огонь в районе казарм 6-го запасного Сапёрного батальона и Литейного моста, примером личной храбрости увлёк за собой солдат своего батальона и захватил пулемёты у полиции».

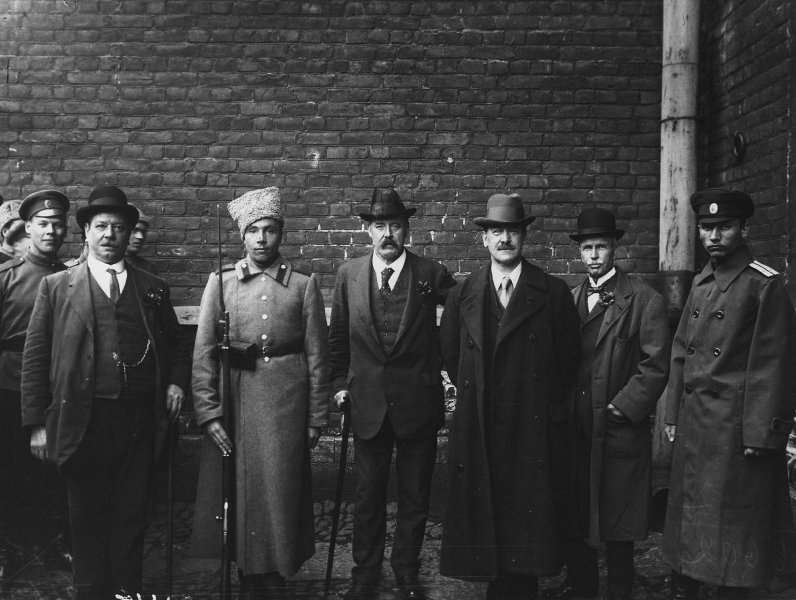
Унтер-офицер Тимофей Кирпичников с солдатами Волынского полка и представителями рабочих ассоциаций Англии

### Апрель — ноябрь 1917 года
В апреле 1917 года во время бурных выступлений против Временного правительства организовал солдатскую демонстрацию волынцев в его поддержку. Это привело к падению авторитета Кирпичникова, быстро сошедшего с политической арены.
25 октября 1917 года, во время антибольшевистского похода генерала Петра Краснова на Петроград Кирпичников попытался вновь поднять бунт среди солдат гарнизона, теперь уже против новой власти. Однако восстание юнкерских училищ было жестко подавлено и не вызвало откликов среди солдат — план сорвался.
В ноябре Кирпичников после нескольких стычек с красногвардейцами смог сбежать из столицы на Дон, где попытался примкнуть к формируемой генералами Алексеевым и Корниловым Добровольческой армии. Он обратился к полковнику Кутепову, одному из защитников монархии в Петрограде 27 февраля 1917 года. Между ними состоялся разговор, описанный Кутеповым в воспоминаниях:

Однажды ко мне в штаб явился молодой офицер, который весьма развязно сообщил мне, что приехал в Добровольческую армию сражаться с большевиками «за свободу народа», которую большевики попирают. Я спросил его, где он был до сих пор и что делал, офицер рассказал мне, что был одним из первых «борцов за свободу народа» и что в Петрограде он принимал деятельное участие в революции, выступив одним из первых против старого режима. Когда офицер хотел уйти, я приказал ему остаться и, вызвав дежурного офицера, послал за нарядом. Молодой офицер заволновался, побледнел и стал спрашивать, почему я его задерживаю. Сейчас увидите, сказал я и, когда наряд пришёл, приказал немедленно расстрелять этого «борца за свободу».

По приказу полковника Кутепова Кирпичников был расстрелян около железнодорожной насыпи. У расстрелянного забрали и уничтожили все документы и газетные вырезки, которыми он имел обыкновение подтверждать свои заслуги перед революцией. Тело оставили в придорожной канаве.